# Erik Quistgaard
Erik Quistgaard, né à Copenhague le 3 juin 1921, et mort en France à Opio le 11 février 2013, est un ingénieur danois, directeur général de l'Agence spatiale européenne (ASE) de 1980 à 1984.
À la tête de l'ASE, il accompagna plusieurs étapes majeures du projet Ariane - notamment sur les lanceurs Ariane 3 et Ariane 4 - ainsi que le premier lancement du Spacelab et le premier séjour dans l'espace d'un astronaute ASE, l'allemand Ulf Merbold.
Ingénieur diplômé de l'Université technique du Danemark, il fit sa carrière notamment chez Chrysler et Volvo. Avant sa nomination à l'ASE, il dirigea de 1972 à 1979 l'important chantier naval danois Odense Steel Shipyard. Quistgaard était décoré de la Légion d'honneur, et de la NASA Distinguished Public Service Medal.